# Spazio T1
In matematica, e più precisamente in topologia, uno spazio T1 è uno spazio topologico che soddisfa il seguente assioma di separazione:
Per ogni coppia di punti distinti x e y esistono due aperti U e V tali che U contiene x e non y, mentre V contiene y e non x.

## Definizione equivalente
Una condizione equivalente consiste nel chiedere che tutti i punti di X siano chiusi (cioè che sia chiuso ogni insieme fatto da un punto solo).

### Dimostrazione dell'equivalenza
Supponiamo vera la prima definizione. Fissiamo x e lasciamo variare y. Per ogni y troviamo un aperto V che contiene y e non x. L'unione di tutti questi aperti è il complementare di x, ed è un aperto. Quindi il punto x è chiuso. Supponiamo ora vera la seconda. Due punti x e y sono chiusi, quindi i loro complementari V e U sono aperti e soddisfano le richieste della prima definizione.

## Proprietà
Nella definizione non si chiede che gli aperti U e V siano disgiunti. Con questa richiesta più forte, lo spazio è infatti T2 o di Hausdorff.

## Esempi
- La topologia cofinita è la topologia meno fine fra quelle che soddisfano l'assioma T1 su un dato insieme.
- Le topologie cofinite e di Zariski sono T1 ma non di Hausdorff se l'insieme è infinito.
- Uno spazio T1 finito è necessariamente discreto.